# Anopheles gambiae
Anopheles gambiae este o specie de țânțari din genul Anopheles, descrisă de Giles în anul 1902. Conform Catalogue of Life specia Anopheles gambiae nu are subspecii cunoscute.

## Galerie

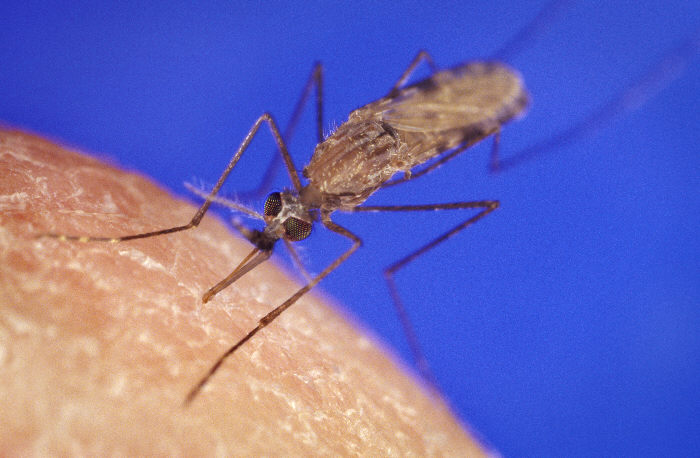